# Licos (fill de Posidó)
Segons la mitologia grega, Licos (en grec antic Λύκος, "llop") va ser un heroi, fill de Posidó i de Celeno.
El seu pare el va transportar als Camps Elisis o a les illes Afortunades.